# 第58爆撃団
第58爆撃団（だい58ばくげきだん）(英語：58th Bombardment Wing)はアメリカ陸軍航空軍第20空軍、第20爆撃集団隷下の爆撃団。
「第58爆撃航空団」あるいは「第58航空団」とも呼ばれる。

## 概要
第58爆撃団は第20爆撃集団隷下の爆撃団として米軍最初に編成されたB-29の爆撃部隊である。
司令は当初ラベーヌ・G・サンダース准将(1944年4月-1945年2月)で、のちドワイト・O・モンテス（Dwight O Monteith）大佐(1945年2月-1945年4月)に交代した。そのあと、ロジャー・M・レイミー(Roger Maxwell Ramey）准将が1945年4月24日-1946年11月1日の間、司令となった。
隷下に第40爆撃群、第444爆撃群、第462爆撃群、第468爆撃群の四爆撃連隊（Bomber Group）を有し、各爆撃群は四爆撃隊から編成された。数多くの戦果をあげたが、ジェネラル・H・H・アーノルドスペシャルが被弾して帰還不能となり、ソ連に鹵獲されてTu-4の原型にされるなど、数多くの不名誉も記録している。

## 隷下部隊
- 第40爆撃群　(40th Bombardment Group)
- 第444爆撃群 (444th Bombardment Group)
- 第462爆撃群 (462nd Bombardment Group)
- 第468爆撃群 (468th Bombardment Group)

## 基地編成および司令官(1944年10月時点)
第58爆撃団（第20爆撃集団）の1944年10月時点における基地編成および司令官。
1944年当時、日本の都市を空襲するときは、インドの基地から2・3日前に中国成都近くにあった4つの基地に移動し、準備を整えて出撃した。
| 爆撃群      | 本拠地（インド）       | 前線基地（中継基地、中国）                    | 司令官                                                               |
| 第40爆撃群  | チャクリア空港         | 新津（しんしん）空港（Hsinching Airfield）    | 大佐 ウィリアム H.ブランチャード ( Colonel William Hugh Blanchard )  |
| ----------- | ---------------------- | --------------------------------------------- | -------------------------------------------------------------------- |
| 第444爆撃群 | ドゥドゥクンディ飛行場 | 広漢（こうかん）空港(Kwanghan Airfield)       | 大佐 A. L. ハーヴェイ(Colonel Alva Lee Harvey)                       |
| 第462爆撃群 | ピアルドバ飛行場       | 邛崍（きょうらい）空軍基地(Kiunglai Airfield) | 大佐 アルフレッド・カルベラー( Colonel Alfred F. Kalberer)           |
| 第468爆撃群 | カライクンダ空軍基地   | 彭山(ほうさん)空軍基地                        | 大佐 テッド・シンクレア・フォークナー(Colonel Ted Sinclair Faulkner) |

## 空襲の実績

### インドの基地から
- 1944年6月5日、作戦任務1（Mission 1）タイ王国首都バンコクのマッカサン鉄道工場を空襲。当時、日本が進駐し泰緬鉄道を建設していた[11]。
- 1944年11月27日　作戦任務 18（Mission 18）タイ王国　バンコクの　バンスー操車場(The Bansue Marshalling Yards)を空襲 [12]

### 中国・成都の基地から
- 1944年6月15-16日　作戦任務2（Mission 2）八幡空襲
- 1944年8月20-21日　作戦任務 7（Mission 7）八幡空襲
- 1944年10月25日　作戦任務 13（Mission 13）大村大空襲
- 1944年12月7日  作戦19　(Mission 19)   満州（奉天　Mukden）[13]
- 1944年12月18日　作戦任務 21 （Mission 21）漢口大空襲

### マリアナ諸島　テニアン基地から
- 1945年 5月4日　作戦任務 146 （Mission 146）呉　を空襲。第73爆撃団とともに広海軍工廠を目標とした。
- 1945年6月17日　作戦任務　207（Mission 207）大牟田空襲
- 1945年7月9-10日　作戦任務257 (Mission 257) 仙台空襲
- 1945年7月28-29日　作戦任務297、298　(Mission　297，298 ) 津空襲、青森空襲　[注釈 1]
- 1945年8月7日　作戦任務321　(Mission 321) 福山大空襲
- 1945年8月8日　作戦任務319　(Mission 319) 八幡大空襲　　第58爆撃団、第73爆撃団、第313爆撃団の3つの爆撃団で空襲を実施。